# Octoplasia pseudogigantea
Octoplasia pseudogigantea är en skalbaggsart som beskrevs av Takashi Itoh 1996. Octoplasia pseudogigantea ingår i släktet Octoplasia och familjen Melolonthidae. Inga underarter finns listade i Catalogue of Life.